# Ibrahim ibn Jakub

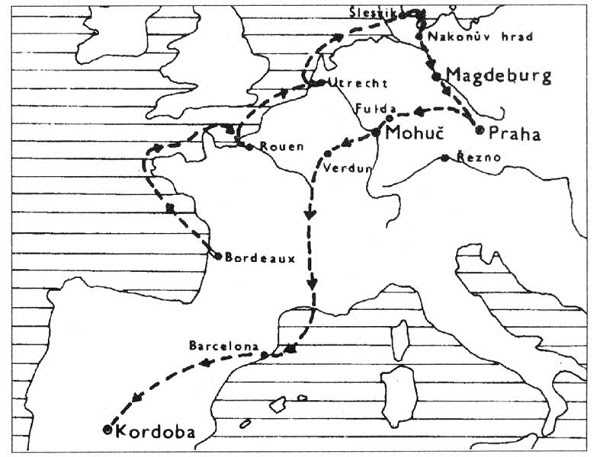
Podróż Ibrahima ibn Jakuba

Ibrahim ibn Jakub al-Isra’ili at-Turtuszi, również Abraham ben Jakob Izraelita z Tortosy, daw. Abraham Jakubowic (arab. ‏إبراهيم بن يعقوب الإسرائيلي الطرطوشي‎, hebr. ‏אַבְרָהָם בֶּן יעקב הישראלי הטרטושי‎; ur. ok. 912/913, zm. po 966) – Żyd sefardyjski z Tortosy w kalifacie kordobańskim, podróżnik, autor opisu zachodniej i środkowej Europy w X wieku.
Pisemna relacja Ibrahima ibn Jakuba z podróży, którą odbył w latach 965–966, znana jest z XI-wiecznej kroniki Księga dróg i królestw hiszpańskiego pisarza Al-Bakriego. Relacja zawiera jeden z najstarszych opisów krajów zachodniosłowiańskich, między innymi Pragi i państwa Mieszka I. Najprawdopodobniej podróże ibn Jakuba miały związek z działalnością kupiecką na transkontynentalnym szlaku handlowym radanitów (ar-Radanija).

## Podróż i dzieło
Po opanowaniu Półwyspu Iberyjskiego przez Arabów (po 711 roku) aż do ochrzczenia Słowian główny szlak handlu niewolnikami wiódł z terenów Słowian, przez państwo Franków aż do ziem kalifatu kordobańskiego. Ibrahim ibn Jakub odbył swą podróż w momencie, gdy handel niewolnikami powoli zamierał z powodu chrztu władcy Polan – Mieszka I (M(e)šqo).
Spod jego pióra pochodzi najstarszy znany opis Pragi (F(a)rāga/B(a)rāġa) i świadectwo, że pod panowaniem księcia czeskiego znajdowała się wtedy ziemia krakowska. Wymienia bowiem czeskiego księcia Bolesława I jako władcę Pragi, Bohemii (Boy(e)ma) i Krakowa (K(a)rākō/K(a)rākū), natomiast Mieszko I jest w jego relacji królem północy. Ważnym odnotowania jest, że ibn Jakub po raz pierwszy wymienia dawną stolicę Polski pod tą nazwą, tj. Kraków, wspomina też o Krakowie, jako o jednym z handlowych centrów Słowiańszczyzny.
W relacji z podróży po krajach słowiańskich Ibrahim ibn Jakub zawarł m.in. opis kraju Mieszka I:

…jest on najrozleglejszy z ich (słowiańskich) krajów. Obfituje on w żywność, mięso, miód i rolę orną

oraz następujące spostrzeżenia, dotyczące cech Słowian:

…Na ogół biorąc, to Słowianie są skorzy do zaczepki i gwałtowności i gdyby nie ich niezgoda wywołana mnogością rozwidleń ich gałęzi i podziałów na szczepy, żaden lud nie zdołałby im sprostać w sile.

## Wydanie polskie
Tadeusz Kowalski: Relacja Ibrāhīma Ibn Jakūba z podróży do krajów słowiańskich w przekazie al-Bekrīego (Pomniki dziejowe Polski Ser. 2, T. 1. Wydawnictwa Komisji Historycznej. Polska Akademia Umiejętności T. 84). Skład Główny w Księgarniach Gebethnera i Wolffa, Kraków 1946.